# Lück (Brauerei)
Lück war eine Brauerei in Lübeck. Sie war die letzte industrielle Brauerei Lübecks und wurde 1988 durch die Bavaria-Brauerei Hamburg geschlossen. Die Produktion belief sich auf etwa 70.000 Hektoliter jährlich.

## Gründung

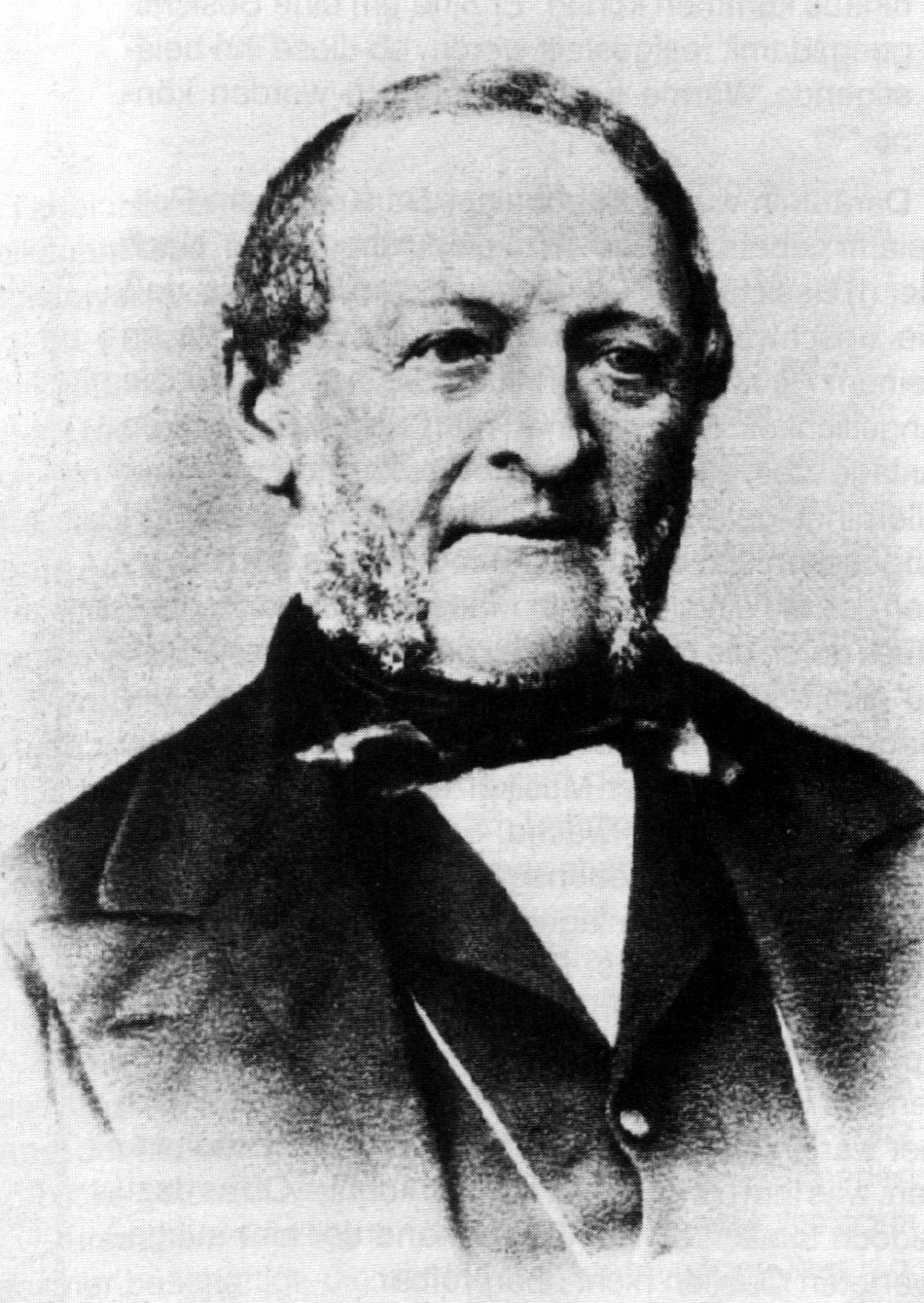
Jürgen Heinrich Christian Lück

Im Frühjahr 1865 beantragte der ehemalige Gärtner Jürgen Heinrich Christian Lück beim Lübecker Stadtamt eine Braugenehmigung, die ihm am 28. November 1865 erteilt wurde. Es handelte sich dabei erst um die zweite Genehmigung, die ausgesprochen wurde, nachdem der Lübecker Senat am 23. November 1864 durch ein Gesetz das bis dahin noch mittelalterlich organisierte Brauwesen neu geregelt hatte. Somit war Lück nach der kurz zuvor gegründeten Brauerei Röper die zweite Lübecker Brauerei, die nicht mehr der mittelalterlichen Brauordnung unterstand. Nachdem auch Lück den Betrag von 300 Courantmark beim Stadtamt bezahlt hatte, wurde ihm die Aufnahme der Brau-Tätigkeit zugesprochen.

## Standort

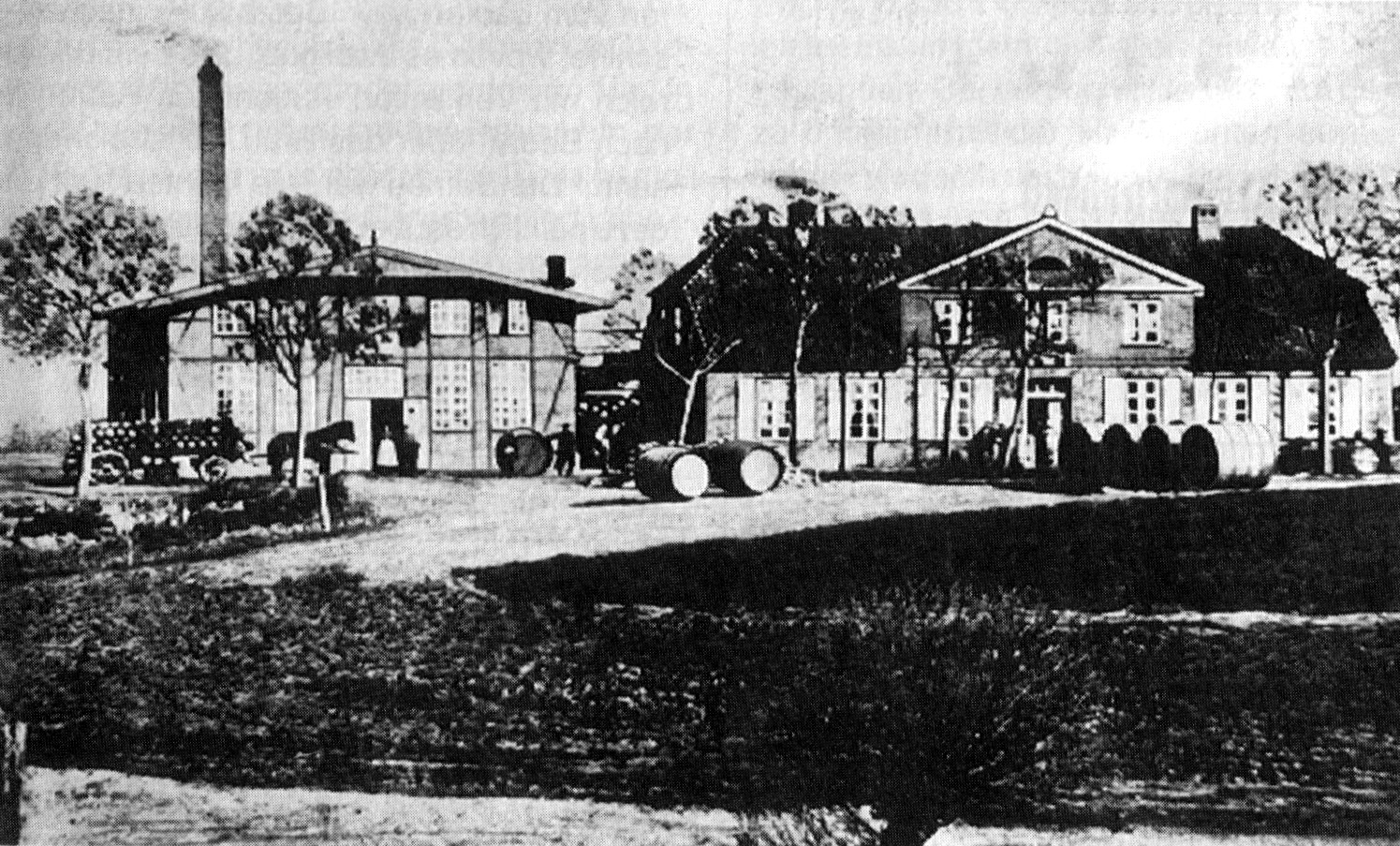
Die Brauerei Lück um 1870

Lück errichtete seinen Brauereibetrieb auf einem Grundstück an der Geniner Straße in der Vorstadt St. Jürgen, auf dem sich zuvor eine traditionsreiche Walkmühle an der Megedebek befunden hatte. Bis 1834 hatte sich die Mühle im Besitz eines Franzosen befunden, der hier zusätzlich eine Gastwirtschaft betrieb. Er hatte dann das Grundstück an die Familie Dose veräußert, in die Lück 1843 einheiratete. Da die Mühle nicht mehr rentabel zu betreiben war, wurde sie 1846 abgerissen und durch eine neu erbaute Ausflugsgaststätte mit Veranstaltungssaal ersetzt, die den Namen Zur Walkmühle trug. Daran anknüpfend firmierte die Firma Lück auch als Brauerei zur Walkmühle und Brauerei Walkmühle.

## Produktion

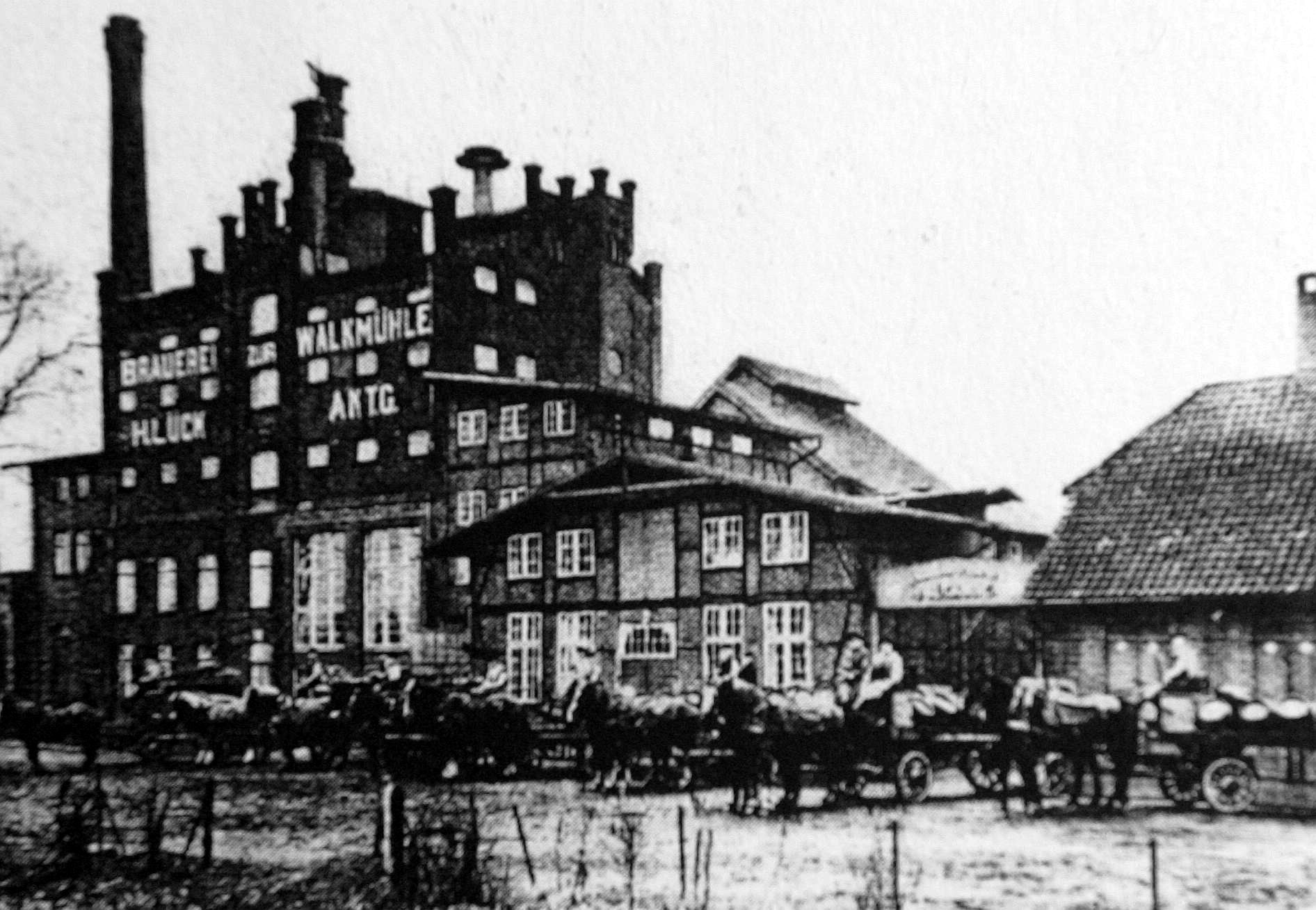
Frontansicht 1910

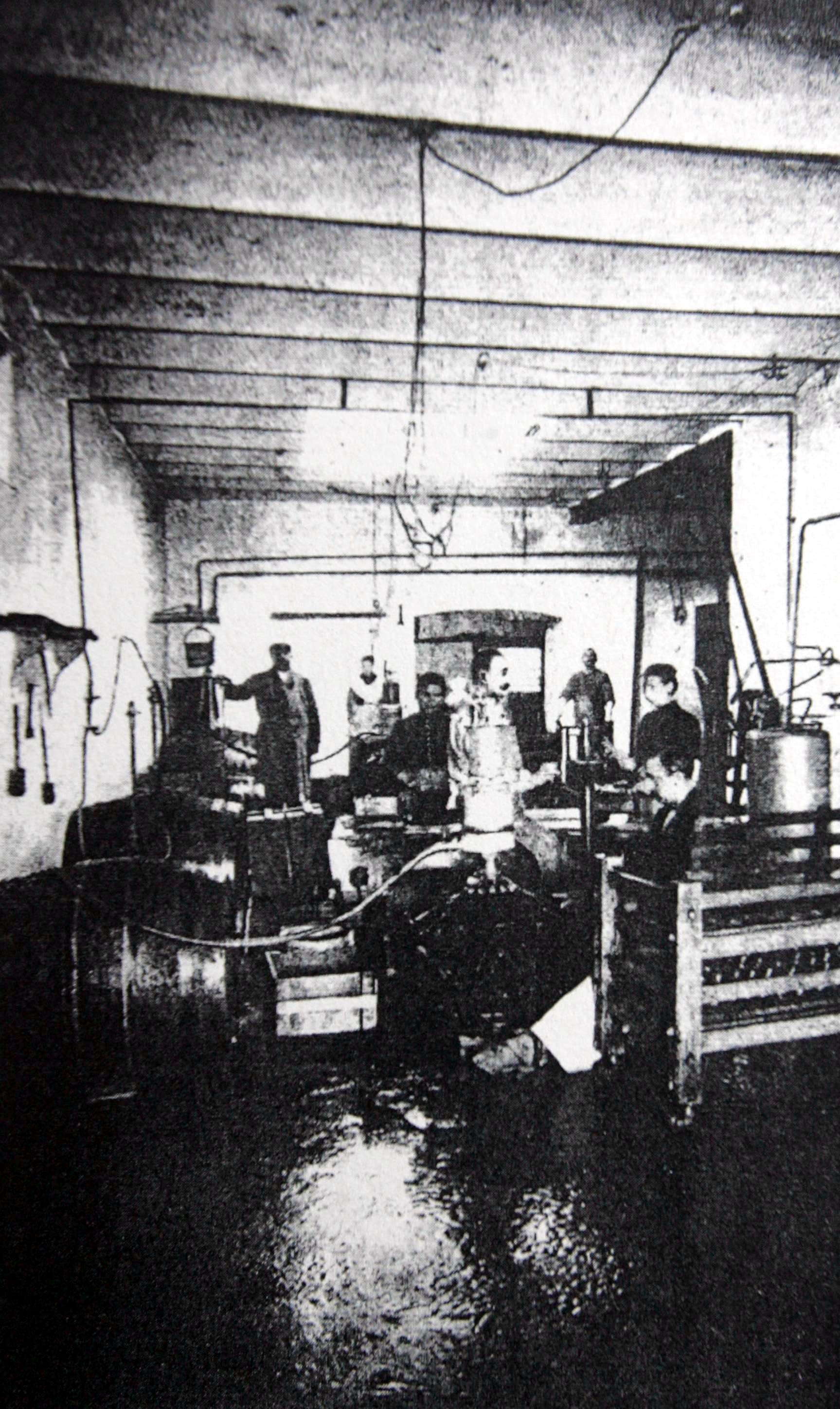
Flaschenabfüllung 1910

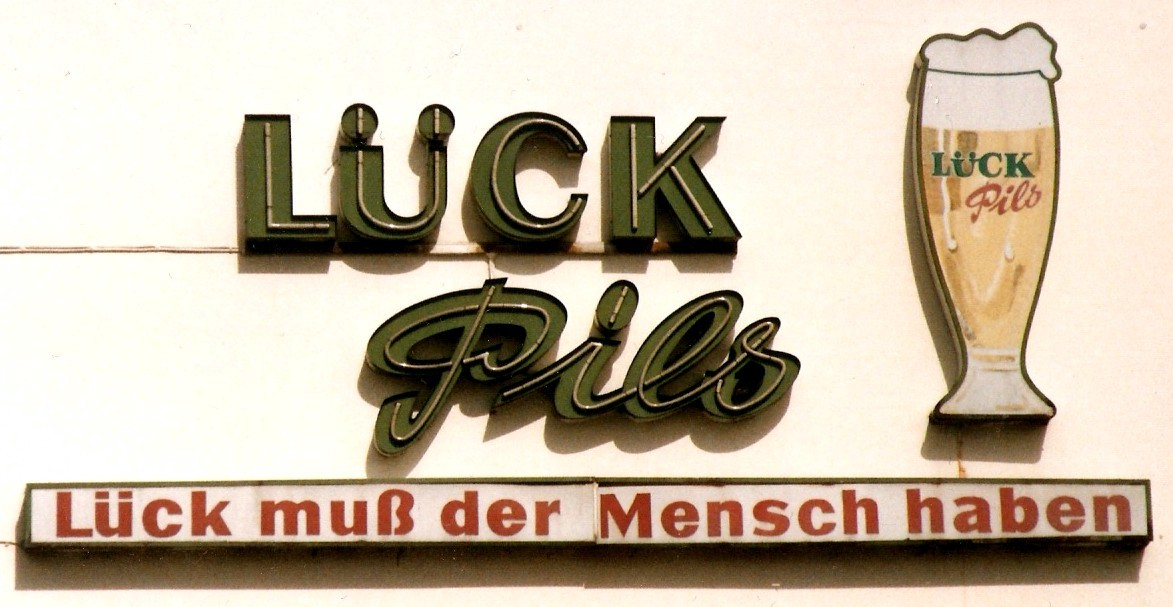
Historische Lück-Leuchtreklame am Berliner Platz in Lübeck (2010)

Jürgen Heinrich Lück schickte seine Söhne, Heinrich und Carl Lück, zur Ausbildung nach Weihenstephan in Bayern, wo sie das Brauen von Lagerbier erlernten, das im Unterschied zu den traditionellen Lübecker Bierarten untergärig gebraut wird. Nach ihrer Rückkehr überzeugten sie ihren Vater, fortan Bier nach bayerischer Art zu brauen. Am 31. März 1866 wurde das erste Lück-Bier neuer Brauart ausgeliefert und erwies sich als großer Erfolg. Es soll nicht einmal bis zur Stadt gekommen sein, weil es vorher ausverkauft war. Bevor die Brauerei eröffnet worden war, kamen die Gäste, um Kaffee und Kuchen zu genießen. Jetzt kam man wegen des geschmackvollen Bieres. Der Kaffeegarten verwandelte sich in einen Biergarten. An Sonntagen fanden Musikveranstaltungen mit der Militärkapelle des 76. Regiments statt. Der Bierabsatz erhöhte sich von Jahr zu Jahr.
Die Nachfrage nach dem bayerischen Lück-Bier war so groß, dass die Brauerei 1872 von Handbetrieb auf dampfgetriebene Herstellung umstellen konnte und damit Lübecks erste Dampfbierbrauerei wurde.
Am 23. Februar 1872 starb Jürgen Heinrich Lück; sein Sohn Heinrich führte das Unternehmen fort.
In den folgenden Jahrzehnten wurde die Brauerei ständig ausgebaut. 1881 wurde die Mälzerei durch einen Brand zerstört, wodurch ein modernisierter Neuausbau ermöglicht wurde.
Die Arbeitsbedingungen Ende des 19. Jahrhunderts veranlassten die Arbeiter 1894, in den Boykott einzutreten. Diese hatten sich mehrfach an Heinrich Lück wenden müssen, um Verbesserungen der Arbeitszeiten und Entlohnung durchzusetzen. Lück weigerte sich, mit den Arbeitern zu verhandeln, und entließ schließlich die gesamte Belegschaft. Wer bereit war, zu alten Konditionen zu arbeiten, durfte wieder für ihn arbeiten.
1907 wurde der Gaststättenbetrieb vom Unternehmen getrennt und verpachtet, 1914 wurde die gesamte Brauerei vergrößert und modernisiert. Auch nach Heinrich Lücks Tod am 6. Juni 1906 blieb die Firma in Familienbesitz, da seine Witwe das Unternehmen fortan mit Sohn und Enkel leitete.
Erst 1925 wurde die Brauerei Lück in eine Aktiengesellschaft umgewandelt und bestand in dieser Form über sechs Jahrzehnte. Die in den fünfziger Jahren eingeführte Werbeslogans Lück – Unser Lübecker Pils und Lück muß der Mensch haben waren über viele Jahre im Lübecker Stadtbild allgegenwärtig, unter anderem auf Bussen, Leuchtreklamen und großflächiger Werbung auf Häuserwänden.
Als Anfang der 1960er Jahre in Deutschland der Absatz von Pils zunahm, reagierte die Lück-Brauerei schnell und führte 1963 das Lück Pils ein. Es sollte der größte Erfolg der Brauerei werden.
Ende der 1970er Jahre zeichnete sich ein erhöhter Investitionsbedarf ab, um auch weiterhin konkurrenzfähig bleiben zu können. 1979 verkaufte die Inhaber-Familie für einen Preis, der deutlich über Wert lag, an die Bavaria-Brauerei Hamburg.

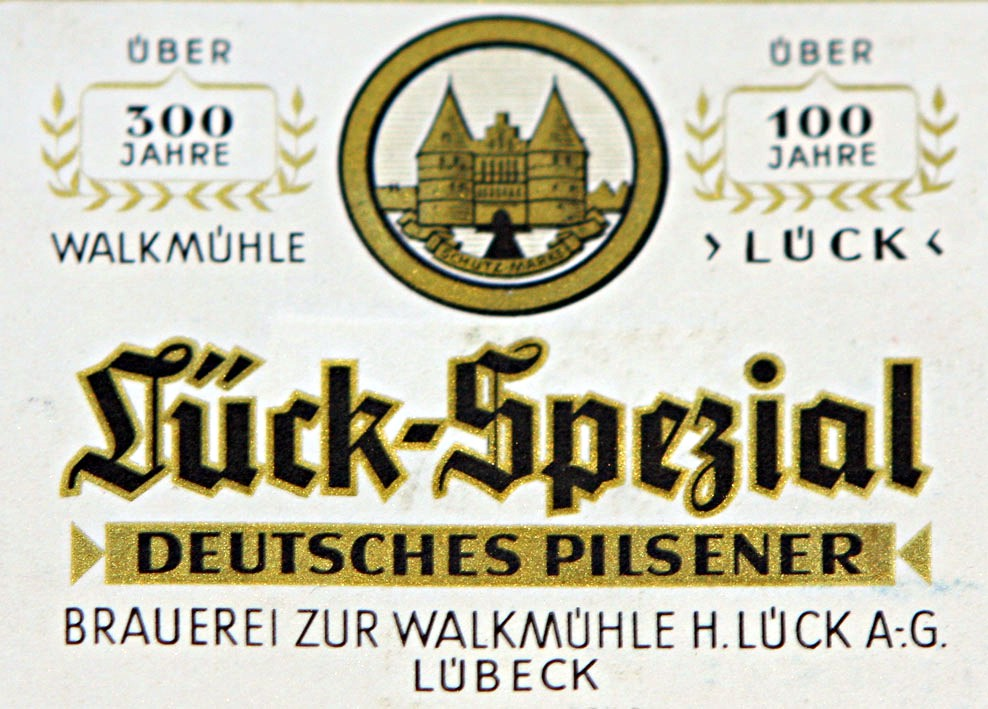
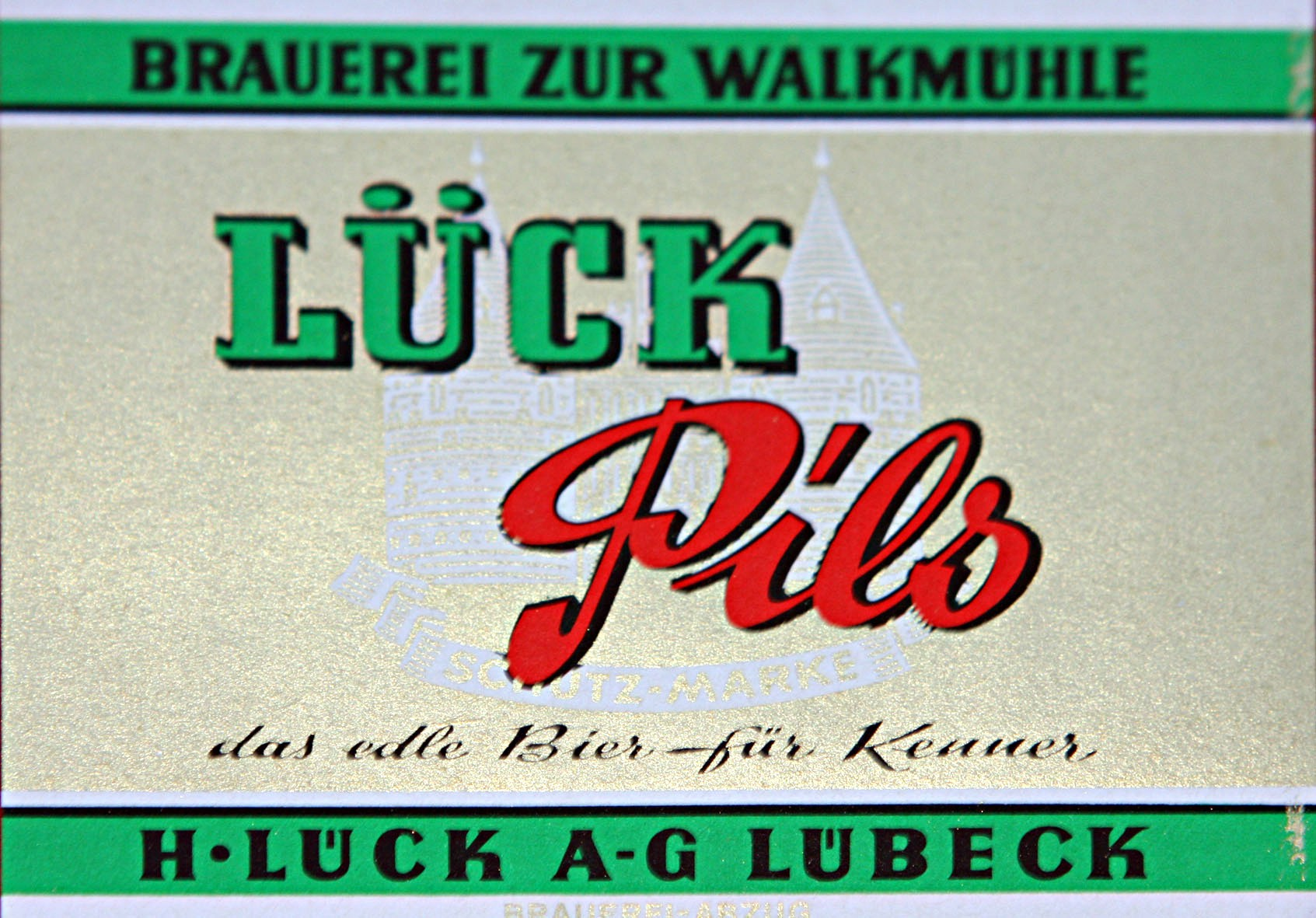
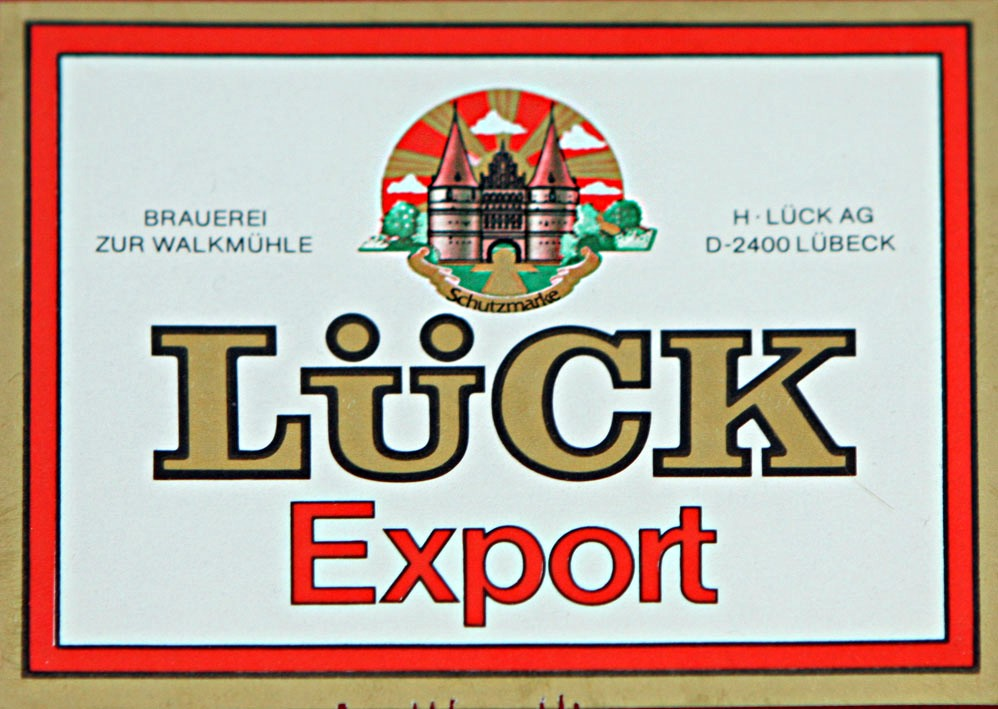
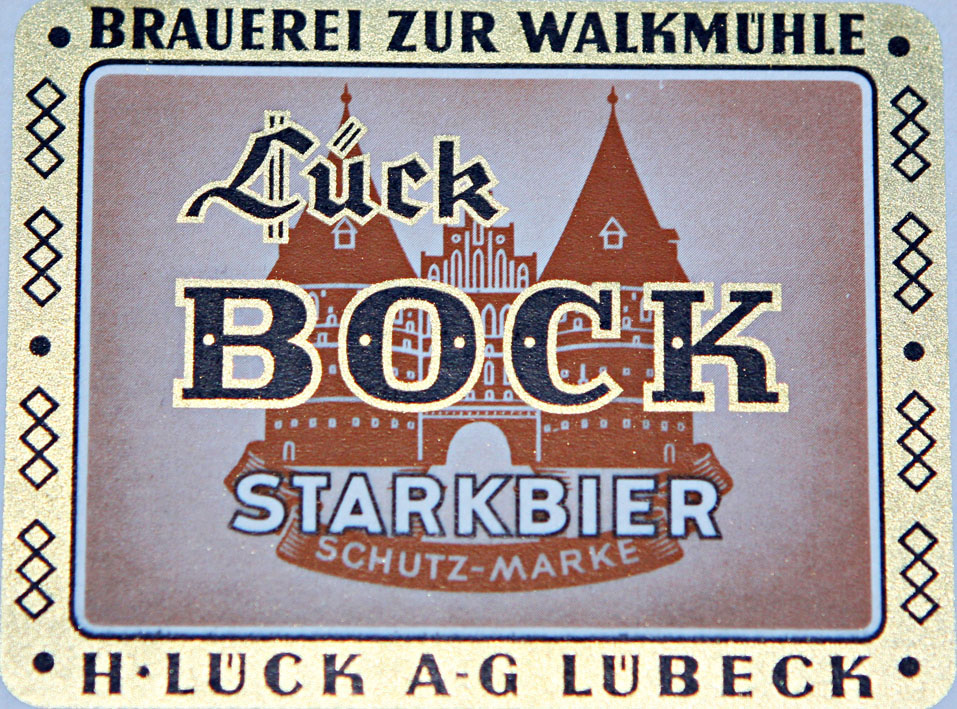
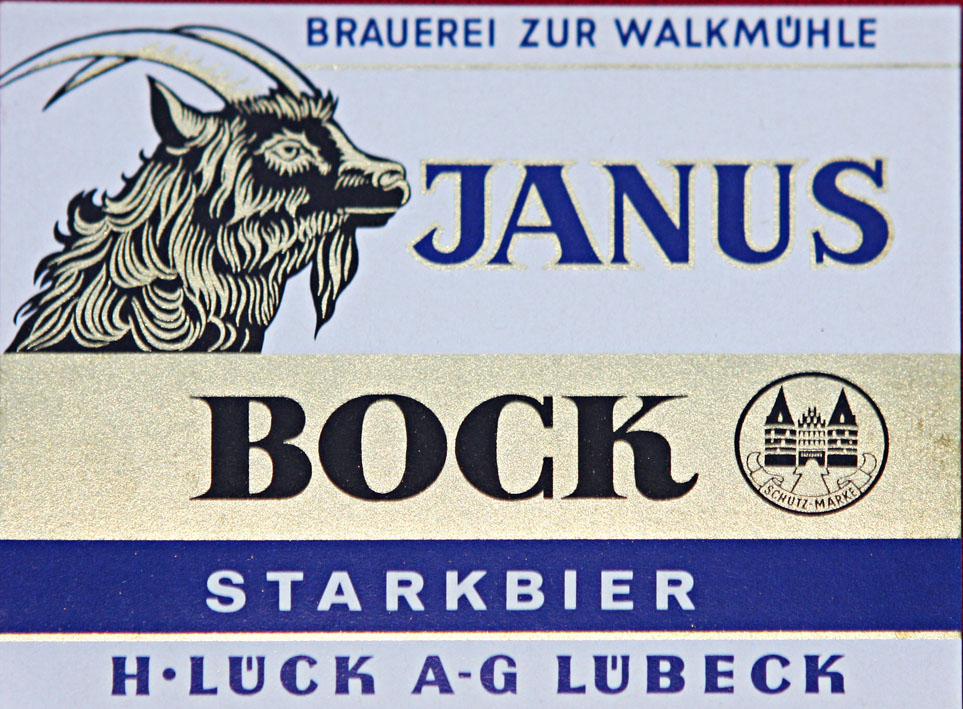
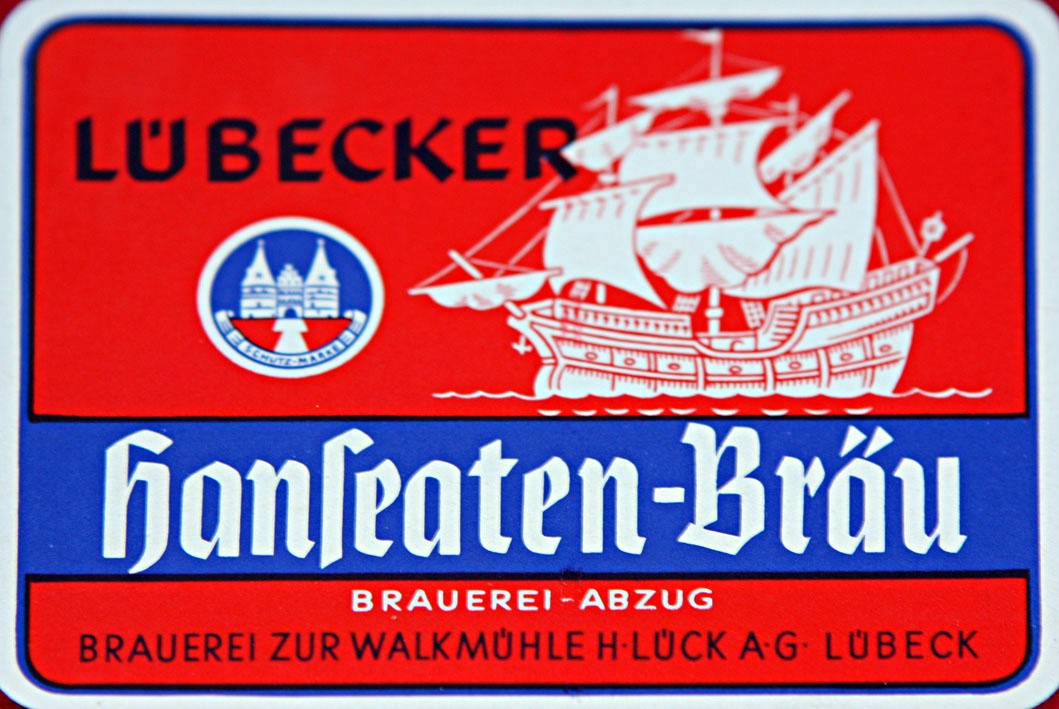
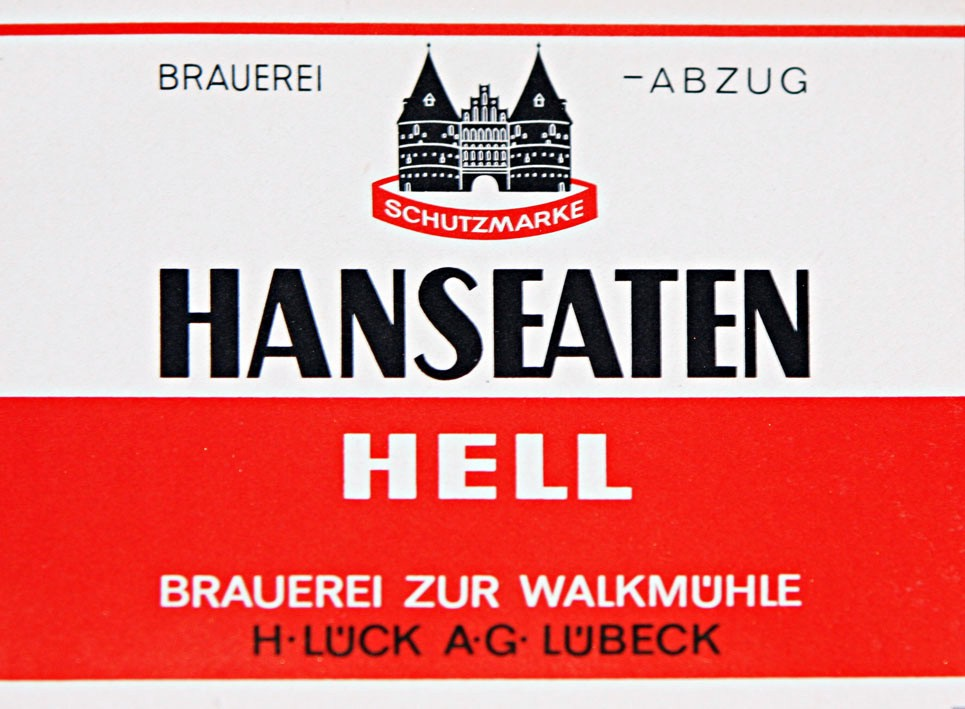
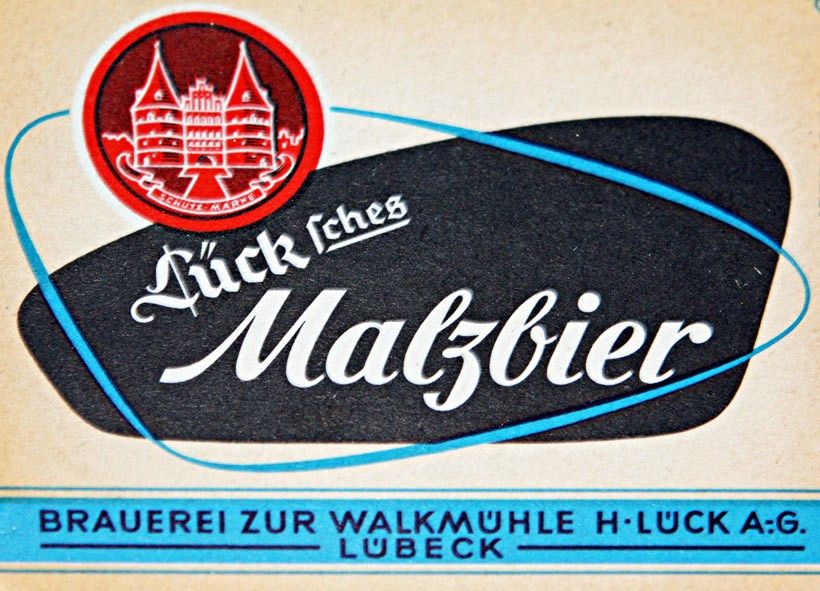

## Ende des Betriebs

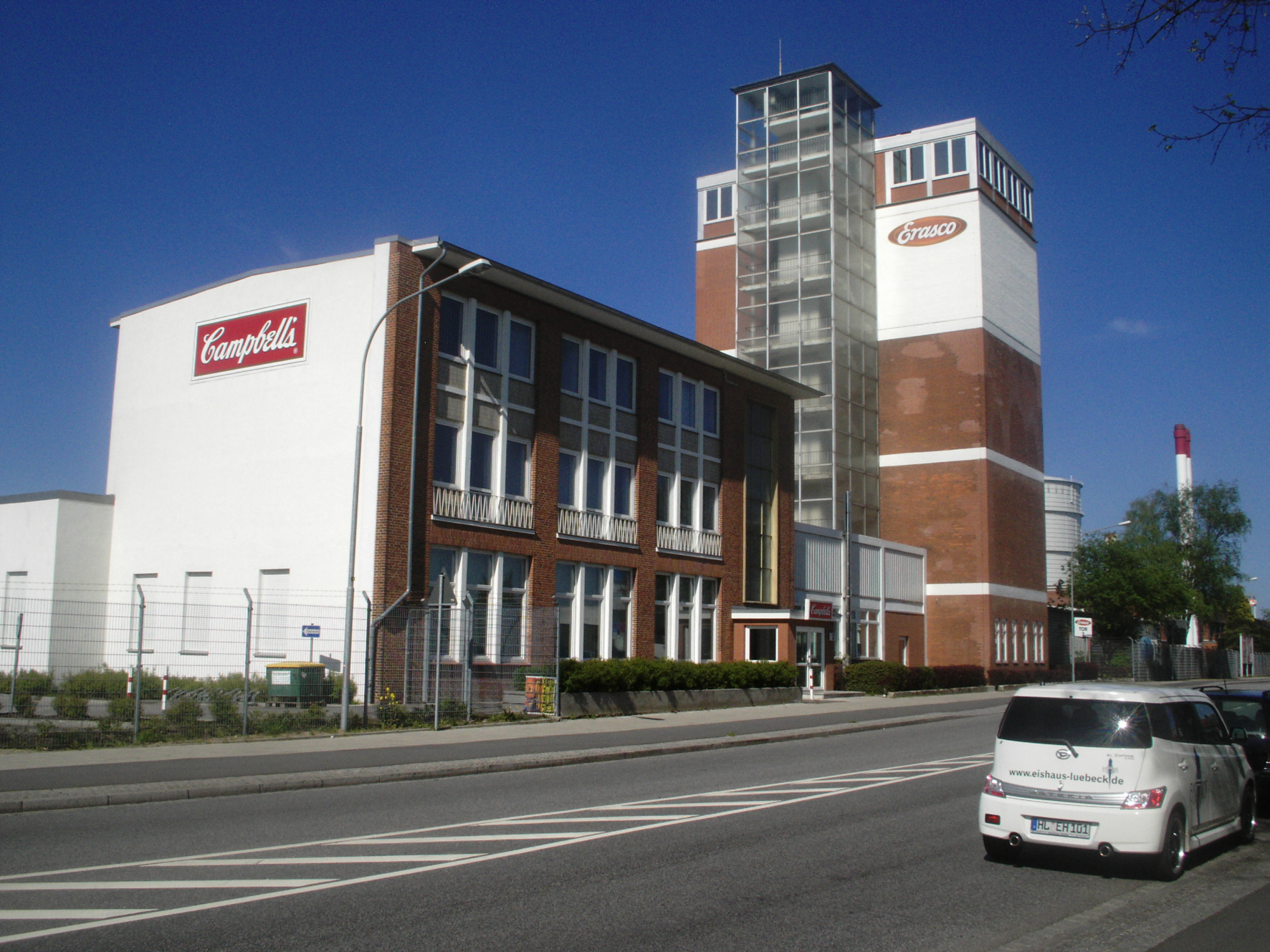
Das ehemalige Kesselhaus der Brauerei Lück in heutigem Zustand

Im April 1988 stellte die Brauerei Lück den Betrieb ein und zog somit auch eines der letzten Produkte, die 0,5-Liter-Dose Wilcken Pils vom Markt. Das für Lück berühmte Pils existierte noch einige Jahre weiter, gebraut am Bavaria-Standort in Hamburg. Seitdem wird kein Bier bayerischer Brauart mehr industriell in Lübeck gebraut. Als es sich herausstellte, das die Brauerei am Standort Lübeck geschlossen werden sollte, formierte sich erheblicher Widerstand. Eine Bürgerbewegung, unterstützt von Politik und Mitarbeitern, versuchte durch Unterschriften und andere Maßnahmen die Schließung aufzuhalten.
Die Gebäude der in den 1960er-Jahren modernisierten ehemaligen Brauerei existieren zum großen Teil noch heute. Während der Komplex, in dem die Produktion untergebracht war, heute von der unmittelbar benachbarten Konservenfabrik Erasco (Continental Foods) genutzt wird, beherbergt das ehemalige Eishaus, in dem vor der Einführung künstlicher Kühlung im Winter gewonnenes Natureis für die Sommermonate gelagert wurde, heute eine Diskothek.

## Lück heute
Die Brauerei Lück hat über viele Jahrzehnte das Stadtleben Lübecks erheblich mitgeprägt. Die quasi erzwungene Schließung hat Lübeck nur schwer überwunden. Mit der Brauerei endete eine jahrhundertelange Brautradition in der Stadt.
Seit einigen Jahren gibt es allerdings eine ehemalige Lück-Sorte wieder im Handel. Anlässlich des Bürgerfestes in Ratzeburg wurde von Lück eine Sonderabfüllung von rund 1500 Hektoliter pro Jahr hergestellt. Dieses Ratzeburger Rommeldeus wird heute woanders hergestellt.
In deutlich größerem Umfang wurde die Produktion von Wilcken Pils weitergeführt. Nach Verkauf der Marke ist das Bier als Billig-Marke im Hamburger Raum noch immer erhältlich.
Seit Anfang 2011 findet sich Lück Pils wieder in einigen Lübecker Supermärkten. Eine kleine schleswig-holsteinische Brauerei hat es sich zur Aufgabe gemacht, die Marke wieder zu beleben. Besitzer und Braumeister der ehemaligen Lück-Brauerei standen hierfür beratend zur Seite.